# Anne Hart Gilbert
Anne Hart Gilbert (1768 Từ1834) là một nhà văn, giáo viên và người theo chủ nghĩa bãi bỏ. Cô được biết đến như một trong những chị em nhà Hart, cùng với Elizabeth Hart Thwaites.